# Imouto Paradise! 2
Imouto Paradise! 2: Onii-chan to go-nin no imōto no motto! Ecchi shimakuri na mainichi (妹ぱらだいす！2 ～お兄ちゃんと5人の妹のも～っと！エッチしまくりな毎日～) est un visual novel erotique développé par Moonstone Cherry et publié le 31 mai 2013 pour les ordinateurs Windows puis plus tard adapté en film interactif. Imouto Paradise! 2 est la suite du jeu Imouto Paradise!, mettant en scène de nouveaux personnages mais avec un scénario similaire. Les deux jeux impliquent l'inceste.
Le gameplay dans Imouto Paradise! 2  est non-linéaire et offre des scénarios prédéterminés, qui se concentrent sur l’intérêt que portent les cinq personnages principaux féminins au personnage joueur. Une majorité de scènes représente des actes sexuels entre les personnages. L'histoire suit Keiichi qui est laissé seul avec ses cinq petites sœurs tandis que ses parents font un voyage à l'étranger. Imouto Paradise! 2 fut la sixième meilleure vente de visual novel au moment de sa commercialisation sur Getchu.com, et se classe une fois de plus en juin.
Après la sortie du visual novel, Imouto Paradise! 2 est dérivé dans d'autres médias, dont un manga sérialisé dans le magazine Tech Gian d'Enterbrain entre août 2013 et février 2014. Le manga est par la suite publié dans un seul volume relié par Kadokawa Shoten. Cependant la controverse concernant son contenu mène l'éditeur à rappeler la publication. Un original video animation hentai de deux épisodes, un light novel, un livre d'artiste et un CD audio sont également vendus.

## Trame

### Personnages principaux
Le jeu relate la vie du personnage joueur principal Keiichi Nanase (七瀬 恵一, Nanase Keiichi) qui est un pervers mais amical grand frère pour des cinq petites sœurs liés par le sang. Momoka Nanase (七瀬 桃花, Nanase Momoka) est la première héroïne présentée dans le jeu. Elle est dévouée à son frère et, comme sa mère Aya, aime effectuer elle-même les tâches ménagères. Elle est généralement de bonne humeur et est rapide à pardonner, notamment grâce à son innocence, mais peut être parfois assez stricte. Ririna Nanase (七瀬 理々奈, Nanase Ririna) est la seconde sœur. Elle est très intelligente, bonne aux études mais s'emporte rapidement. Keiichi considère qu'elle est une élève modèle dans tous les domaines et qu'elle applique la discipline dans la famille.
La troisième sœur est Yuzu Nanase (七瀬 柚子, Nanase Yuzu). Elle est souvent taquinée par son grand frère à cause de son innocence et de sa nature naïve. Elle a peu de connaissance sur les sujets sexuels. Chiharu Nanase (七瀬 千春, Nanase Chiharu) est la quatrième sœur de la fratrie. Elle est toujours de bonne humeur et sais comment égayer l'ambiance. Elle aime les animes et les mangas et joue ensemble avec son grand frère. Elle est une membre de l'équipe de pom-pom girl. La dernière sœur aime lire des livres et a ainsi acquise des connaissances et techniques sexuels, ce qui fait qu'elle est bien renseignée dans ce domaine.

### Histoire
Imouto Paradise! 2 se déroule chronologiquement de nombreuses années après le jeu Imouto Paradise!. Le protagoniste du jeu précédent a eu des enfants avec chacune des sœurs d'Imouto Paradise!. Tous les personnages d'Imouto Paradise! 2 partagent non seulement le même nom de famille Nanade mais sont également semblable à leur prédécesseur concernant l'apparence physique et la personnalité. La plupart des événements se déroulent dans leur résidence dans laquelle Keiichi, Momoka, Ririna, Yuzu, Chiharu, et Shizuku ont chacun leur propre chambre. Il y a également un salon, une cuisine, une salle de bain et une arrière-cour.

## Système de jeu
Imouto Paradise! 2 est un visual novel de type éroge dans lequel le joueur incarne le rôle de Keiichi Nanase. Le gameplay consiste à lire un texte apparaissant à l'écran décrivant la narration de l'histoire ainsi que les dialogues. Le texte est accompagné de sprites, placés sur une image de fond, représentant les personnages avec lequel Keiichi intéragie. Durant le jeu, des infographies peuvent remplacer l'image de fond et les sprites.
Imouto Paradise! 2 offre un scénario non linéaire et comporte de multiples fins. En effet, en fonction des décisions prises par le joueur durant le jeu, le scénario va suivre une direction spécifique menant à des fins différentes.
Le jeu étant à caractère pornographique, les relations entre les personnages deviennent sexuelle, avec des scènes variées représentant de la masturbation, du sexe oral ou des rapports sexuels. Durant le jeu, le joueur est confronté à des choix multiples qui stoppe la progression jusqu'à la prise de décision. Quelques décisions peuvent mener à des fins prématurées et offrir un scénario alternatif. Pour visualiser tous les scénarios dans leur totalité, il est nécessaire de recommencer une partie afin de faire des choix différents et ainsi approfondir les scénarios alternatifs. Il y a de nombreuses fins dans Imouto Paradise! 2, dont un harem.

## Développement et commercialisation
La production d'Imouto Paradise! 2 débute après les précédents jeux de Moonstone Cherry Imouto Paradise! et Houkago Eroge Bu!. Moonstone Cherry est une filiale de Moonstone, qui est plus connue pour avoir développés des visuals novels comme Gift et Clear. Itou Life s'occupe de la direction et du design des personnages dans Imouto Paradise! 2  comme il l'a déjà fait pour son préquel. Le scénario du jeu est rédigé par Minase Takumi, Takamura Hadzuki et Izumi Manyoru. La bande sonore est arrangée par Aoshima Shuuzou.
Moonstone Cherry offre dans un premier temps une version d'essai gratuite du jeu en la proposant au téléchargement sur son site officiel dès le 18 avril 2013 avant de proposer la version complète sous forme de DVD ROM pour les ordinateurs Windows le 31 mai 2013. Un CD bonus de dramatique radio est affort avec les précommandes du jeu. Des produits dérivés tels que des dakimakuras sont également proposés comme bonus lors des réservations de précommandes.
Un événement promotionnel est organisé dans les magasins d'Akihabara le jour de la commercialisation du visual novel. Des sessions d'autographes ont lieu avec l'équipe tandis que des cadeaux liés à Imouto Paradise! 2 sont distribués. Le 28 novembre 2013, Dennou Club commercialise Imouto Paradise! 2 sous forme de film interactif jouable via un lecteur de DVD. Imouto Paradise! 2 est publié sur mobile via la plate-forme Nijiyome en avril 2014.

## Adaptations

### Publications
Un manga illustré par Mikage Sikizai est sérialisé dans le magazine Tech Gian d'Enterbrain's seinen entre août 2013 et février 2014. Les sept chapitres du manga sont compilés dans le tankōbon Enterbrain's Tech Gian Style de Kadokawa Shoten le 3 avril 2014. Une version numérique d'Imouto Paradise! 2 était disponible sous la forme d'un livre numérique pour Amazon Kindle avant d'être retiré. Kadokawa a par la suite effectuée un « rappel volontaire » du manga afin d'éviter de « la confusion et des troubles » pour les librairies.
Une adaptation en light novel est écrite par Hiro Masayuk et illustré par Itou Life, qui est également l'illustrateur principal du jeu vidéo. Paradigm Entertainment publie un roman de 249 pages dans Puchipara Bunko le 11 octobre 2013. Un artbook de 129 pages intitulé Imouto Paradise! 2 Visual Fan Book (妹ぱらだいす! 2 ビジュアルファンブック, Imōto Paradaisu! 2 Bijuaru Fanbukku) est publié par Max le 26 septembre 2014. Le livre contient des introductions de personnages, des illustrations originales, des galeries d'événements et d'arrière-plans, des croquis de production, des illustrations publicitaires et une longue interview.

### Musiques et CDs audio
Un single sur Imouto Paradise! 2 est commercialisé. Il contient le thème d'introduction du jeu Even More ☆ Paradise! (ももっと☆ぱらだいす!, Mo Motto ☆ Paradaisu!), le thème de fin Thinking All the Time (いつも思うと, Itsumo Omō to) ainsi que leurs versions karaoké, instrumentale et boîte à musique. Les deux chansons sont chantées par Milk et avec la composition et l'arrangement d’Aoshima Shuuzou.
Cinq théâtres radiophoniques, chacun se focalisant sur une sœur différente d'Imouto Paradise! 2; sont liés séparément en tant que bonus de précommande du visual novel. Les revendeurs qui distribuent ces CDs sont Sofmap, Getchuya, Medio!, Melonbooks et Amazon. Keiichi n'est vocalisé dans aucun de ces produits. Le 27 décembre 2013, un album de compilation intitulé GWAVE 2013 1st Progress est publié par Timer Entertainment, contenant des chansons thématiques de divers eroges, dont le générique d'introduction d'Imouto Paradise! 2.

### Anime
Deux épisodes OAV d'une durée de quinze minutes chacune sont produites et réalisé par Mary Jane et commercialisé sous forme de deux volumes DVD séparés les 3 août 2013 et 4 octobre 2013,. Le premier épisode se focalise sur Ririna tandis que le second se concentre sur Momoka,. Les deux DVD mettent en scène les deux sœurs sur leur couverture. Contrairement au jeu, Keiichi est entièrement vocalisé par Jun Shita dans les deux vidéos,. Yuzu, Chiharu et Shizuku n'apparaissent pas.
| No | Titre de l’épisode en français | Titre original de l’épisode                                       | Date de 1re diffusion |
| --- | ------------------------------ | ----------------------------------------------------------------- | --------------------- |
| 1 | Pas de traduction officielle   | ヒミツのヴァージンぶれいく Himitsu no Vājin Bureiku               | 3 août 2013           |
| Keiichi profite de la découverte du vibromasseur de Ririna pour la faire chanter. Sa petite sœur va alors engager des rapports sexuels avec lui contre sa promesse de ne rien révéler aux autres. Momoka, une autre de ses sœur, est présentée. |                                |                                                                   |                       |
| 2 | Pas de traduction officielle   | 下巻 独り占め、ヴァージンぶれいく Gekan Hitorijime, Vājin Bureiku | 4 octobre 2013        |
| Keiichi arrose accidentellement Momoka, mouillant ainsi ses vêtements. Plus tard, après un quiproquo, Momoka lui révèle que la découverte de livres coquins l'a rendue curieuse et qu'elle souhaiterait « essayer des choses » avec lui.        |                                |                                                                   |                       |

## Réception et controverse
Sur Getchu.com, un redistributeur majeur de visual novel et de produits liés aux animes, Imouto Paradise! 2 s'est classé comme le sixième roman visuel le plus vendu le mois de sa sortie. En juin, il se place au 26e rang. Au cours du premier semestre 2013, Imouto Paradise! 2 était le dix-huitième roman visuel le plus vendu sur le site, et était en outre le vingt-neuvième roman visuel le plus vendu de l'année. Dans les résultats de vote de Getchu.com pour mai 2013, Imouto Paradise! 2 est le neuvième meilleur roman visuel du mois. Imouto Paradise! 2 remporte un prix d'or dans le département système du Moe Game Award 2013.
DMM produit un jeu de bataille de cartes sous la forme d'une application mobile pour iOS et Android. Moonstone ☆ Princess Collection contient du contenu sexuel. L'application inclut des personnages d'Imouto Paradise! 2 ainsi que d'autres jeux développés par Moonstone. Dans le jeu, le joueur peut effectuer des quêtes et affronter des adversaires dans des matchs classés.
Le manga Imouto Paradise! 2 est considéré comme une « publication malsaine » par le gouvernement de Tokyo, l'œuvre faisant l'« apologie d'actes incestueux ». Il s'agit de la première publication à être formellement censuré par le gouvernement depuis que le projet de loi 256 a révisé la loi en 2010. Par conséquent la consultation, le prêt ou la vente du manga qui était classé tout public devient interdit aux mineurs de moins de 18 ans. Les librairies ont l'obligation de séparer ces livres pour les placer dans une section réservée aux adultes. Amazon retire le manga de son produit Amazon Kindle, malgré le fait que le livre se soit classé numéro un sur la liste des meilleures ventes de bandes dessinées d’Amazon pour Kindle. L'éditeur Kadokawa Shoten propose un « rappel volontaire ».